# Eugenia woodii
Eugenia woodii är en myrtenväxtart som beskrevs av Dummer. Eugenia woodii ingår i släktet Eugenia och familjen myrtenväxter. Inga underarter finns listade i Catalogue of Life.